# Правительство вольного города Данцига в изгнании
Правительство вольного города Данцига в изгнании (нем. Vertretung der Freien Stadt Danzig im Exil, пол. Rząd Wolnego Miasta Gdańska na uchodźstwie) — самопровозглашённое правительство в изгнании, которое претендует на суверенитет над территорией ликвидированного Вольного города Данциг.

## Предпосылки
Вольный город Данциг (нем. Freie Stadt Danzig; польск. Wolne Miasto Gdańsk) являлся полуавтономным городом-государством, существовавшим в период между 1920 и 1939 годами, состоял из порта Данциг на Балтийском море (ныне Гданьск, Польша) и почти 200 населённых пунктов на территории прилегающих районов. Он был образован 15 ноября 1920 года в соответствии с положениями Версальского договора и соглашений 1919 года после окончания Первой мировой войны и находился под защитой Лиги Наций. Вольный город в основном населяли этнические немцы и кашубы-протестанты, но большинство из них бежали с территории или были депортированы, когда территория была включена в состав Польши в конце Второй мировой войны.

## История
13 ноября 1947 года В. Рихтер, председатель Ассоциации бывших граждан Данцига, объявил о создании правительства в изгнании. Правительство обратилось к Организации Объединенных Наций с призывом об официальном признании, депортации поляков с легитимной территории вольного города и помощи в восстановлении государственности. Рихтер также объявил, что Ассоциация приветствовала бы решение, которое предоставит им альтернативную территорию в коммерческом пространстве. Законодательный орган правительства в изгнании, Совет данцигцев (Rat der Danziger), был создан в этом же году. В 1951 и 1961 годах он был тайно признан экспатриантами Данцига как «правопреемник Сената Вольного города Данциг».

## Правительство
Правительство вольного города Данциг базируется в Берлине, Германия. Оно придерживается оригинальной Конституции Вольного города Данциг. Официальный веб-сайт правительства находится под управлением действующего министра иностранных дел сенатора Эрнста Ф. Криснера. Законодательный орган правительства принимает форму парламента, Совета данцигцев (Rat der Danziger), который состоит из 36 членов и претендует на то, чтобы представлять интересы немецких жителей Данцига. Члены совета избираются экспатриантами Данцига и их потомками с помощью почтовой службы.

### Признание и международные отношения
Сенатор Криснер направил официальное письмо в ООН в 1998 году с просьбой об официальном признании правительства в изгнании.
В связи с отсутствием официального признания Германией правительства Вольного города Данциг в изгнании министр иностранных дел Польши Владислав Бартошевский заявил, что организация и единомышленники Данцигских культурных объединений были восприняты в глазах немецкой общественности как реваншистские и политически поддерживающие ультраправую Национал-демократическую партию Германии.

### Претензии
Правительство претендует на всю территорию, некогда принадлежавшую Вольному городу Данциг. Оно обосновывает законность своих притязаний тем, что Вольный город Данциг был нейтральным государством и что его аннексия Германией в 1939 году была незаконной. Вследствие этого противники Германии, победившие её, также не имели полномочий включать город в состав Польши после Второй мировой войны. В дополнение к этому, ни один официальный договор никогда не изменял статус Вольного города Данциг, и его присоединение к Польше зависело от общего согласия международного сообщества.